# Virus de l'immunodéficience humaine
Lentivirus humimdef1
Cet article concerne un virus. Pour syndrome associé, voir Syndrome d'immunodéficience acquise.
Espèce
Le virus de l'immunodéficience humaine (VIH-1 ou simplement VIH dans le langage courant ; en anglais, human immunodeficiency viruses-1 ou HIV-1), dont le nom scientifique depuis 2023 est Lentivirus humimdef1, est une espèce de rétrovirus infectant l'humain et responsable du syndrome d'immunodéficience acquise (sida), qui est un état affaibli du système immunitaire le rendant vulnérable à de multiples infections opportunistes.
La transmission du VIH par plusieurs fluides corporels (sang, sécrétions vaginales, sperme (même sécrétion avant éjaculat) ou lait maternel) fait que le sida est aujourd'hui considéré comme une pandémie ayant causé la mort d'environ 32 millions de personnes entre 1981 (date de la première identification de cas de sida) et 2018.
Il existe aujourd’hui des traitements antirétroviraux luttant contre le VIH en bloquant l’évolution de la maladie, et en empêchant sa transmission à un partenaire (à condition de suivre rigoureusement son traitement et d’obtenir une charge virale dite indétectable). Par conséquent la mortalité et la morbidité est fortement réduite, si bien qu’un patient sous traitements antiviraux (bi-thérapie ou tri-thérapie) a une espérance de vie égale à celle d’une personne non atteinte par la maladie. Cependant il n'existe à l'heure actuelle aucun vaccin ou traitement définitif. Le moyen de lutte le plus efficace reste donc la prévention, qui passe notamment par les rapports sexuels protégés et la connaissance de son statut sérologique de manière à éviter d'infecter autrui.

## Histoire
Les débuts de l'épidémie de sida datent du 5 juin 1981, quand le CDC américain annonce une recrudescence, dans les villes de Los Angeles, San Francisco et New York, de cas de pneumonies à Pneumocystis jirovecii et de sarcomes de Kaposi (travaux de Linda Laubenstein notamment),. Ces deux maladies ont pour particularité d'affecter les personnes immunodéprimées. Il est justement remarqué que, chez ces patients, le taux de lymphocytes T4 est en chute libre. Ces cellules jouent un rôle essentiel dans le système immunitaire. Les premiers malades sont tous homosexuels, ce qui fait que ce syndrome, qui ne portait pas encore le nom de sida, est provisoirement appelé le syndrome gay ou cancer gay. Une des premières causes suggérées de cette immunodépression est le poppers, un vasodilatateur très utilisé chez les homosexuels. Mais, dans les mois qui suivent, d'autres personnes sont infectées, des toxicomanes par injections, des hémophiles et des Haïtiens. Cette découverte révèle que le poppers n'est pas la cause, et une origine infectieuse est de plus en plus admise. Il reste alors à trouver l'agent infectieux.

### Découverte et isolement du VIH
|                                                             |  |  |
| Luc Montagnier en 1995 et Françoise Barré-Sinoussi en 2008. |  |  |

L'origine virale est privilégiée, eu égard aux modes de transmission alors identifiés (sanguin et sexuel). Plusieurs virus sont mis en cause, mais on s'aperçoit qu'ils ne sont qu'une conséquence. Robert Gallo et son équipe, qui ont découvert le premier rétrovirus humain, le HTLV-1, pensent qu'un mutant de ce dernier est la cause du sida. Il explique cela par le fait que le HTLV-1 fait proliférer les lymphocytes T4, cet agent infectieux faisant l'inverse, une mutation peut donc en être la cause. Cette hypothèse est renforcée par le fait que certains des cas haïtiens sont positifs à un test de dépistage du HTLV-1. Cette positivité se révèlera être causée par un biais, le HTLV-1 étant très présent à Haïti.
À partir de 1982, avec les premiers cas identifiés en France, la recherche française débute. Willy Rozenbaum, médecin à l'hôpital Bichat de Paris, veut inciter les chercheurs à étudier plus en avant le sida et à en trouver la cause. Par l'entremise de Françoise Brun-Vézinet, une collègue médecin, Willy Rozenbaum contacte Jean-Claude Chermann, Françoise Barré-Sinoussi et Luc Montagnier, de l'unité d'oncologie virale de l'Institut Pasteur, qui avaient les outils pour étudier les rétrovirus. Ces derniers acceptent de commencer les recherches.
En 1983, Robert Gallo n'est pas parvenu à isoler le virus dans les échantillons sanguins de patients atteints du sida. Willy Rozenbaum pense alors que chez les malades du sida, la plupart des cellules infectées sont détruites et que c'est la raison du manque de résultats dans ces tentatives d'isolement du virus. Il a alors l'idée de chercher le virus dans un organe riche en lymphocytes, les ganglions lymphatiques de personnes malades mais qui ne sont pas encore en phase de sida. En janvier 1983, Willy Rozenbaum prélève un échantillon d'un patient atteint d'une lymphadénopathie, pathologie identifiée comme une maladie opportuniste du stade pré-sida. L'échantillon est mis en culture et Françoise Barré-Sinoussi découvre une activité de transcriptase inverse, confirmant la présence d'un rétrovirus. Une apoptose apparaît et l'adjonction de globules blancs à la mise en culture relance alors l'activité de transcriptase inverse. Un examen au microscope électronique a permis de visualiser, pour la première fois, le virus, le 4 février 1983.

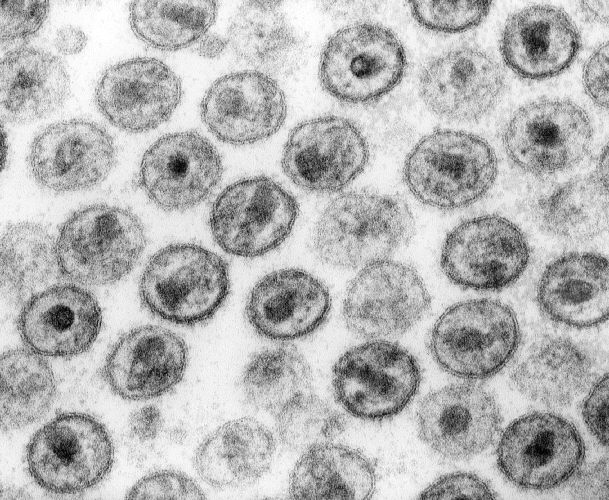
Le VIH en microscopie électronique à transmission, image de 1985.

Après une prise de contact avec Robert Gallo, pour un échange d'informations, l'équipe de l'Institut Pasteur confirme que le virus identifié chez le patient lymphadénopathique n'est pas le HTLV-1. Ce nouveau rétrovirus est alors appelé Lymphadenopathy Associated Virus (LAV) et les résultats sont publiés dans Science le 20 mai 1983. À ce stade, le lien entre le LAV et le sida n'est pas clairement établi par l'équipe de Luc Montagnier. Luc Montagnier et David Klatzmann découvrent que ce virus détruit les lymphocytes T4 (LT4) avec lesquels il est mis en culture. On savait que le nombre de LT4 diminuait beaucoup chez les malades atteints de sida. Le LAV était donc sûrement l'agent provoquant le sida.
L'équipe de Robert Gallo publie le 4 mai 1984, dans Science, les résultats de l'isolement d'un virus qu'elle considère comme responsable du sida et le nomme HTLV-3, qui s'avèrera, bien plus tard, provenir d'un échantillon envoyé par l'Institut Pasteur. L'équipe de Jay A. Levy à San Francisco fait de même le 24 août 1984 et trouve plusieurs rétrovirus, qu'elle nomme AIDS-associated retroviruses (ARV).
Pendant un temps, les trois dénominations HTLV-3, LAV et ARV cohabiteront. En 1986, le sigle VIH (ou HIV) est choisi.

### Controverse sur la paternité de la découverte
L’équipe de l’Institut Pasteur et celle de Robert Gallo ont d’abord volontiers échangé réflexions, informations et matériels biologiques : l’urgence des enjeux sanitaires, des considérations stratégiques de part et d’autre, et des relations personnelles y avaient d’abord concouru. Divers comportements de l’équipe américaine commencent par étonner les Français, puis finissent par éroder leur confiance qui pâtit beaucoup de la conférence de presse organisée par le HHS le 23 avril 1984 quand la secrétaire américaine à la Santé Margaret Heckler affirma que Robert Gallo avait découvert le virus du sida. C’est à l’occasion de cette même conférence que les Américains annoncèrent la prochaine distribution d’un test de diagnostic pour lequel Gallo et le HHS avaient déposé une demande d’enregistrement juste quelques heures auparavant. Or l’Institut Pasteur avait déposé une demande de brevet de test de dépistage devant le Bureau américain des brevets le 5 décembre 1983. Cette demande s’était heurtée à un premier refus pour des raisons administratives. Tandis qu’une deuxième demande se voit refusée, la demande de Gallo et du HHS est acceptée en mai 1985. C’est ce traitement inégal concernant les brevets qui conduira l’Institut Pasteur à engager quatre actions en justice. La polémique scientifique concernant la priorité des découvertes, qui faute d’éléments définitivement concluants à l’époque, ne faisait que commencer, allait trouver dans ces actions judiciaires un écho tout autant qu’un point d’appui : l’enjeu financier considérable représenté par les royalties dues sur la vente des tests sera une des clefs de cette controverse. La presse généraliste, surtout américaine, interviendra plutôt dans un deuxième temps pour relancer la controverse, en n’hésitant pas à soulever des soupçons de fraudes scientifiques à l’encontre de Robert Gallo et d’un de ses collègues,.

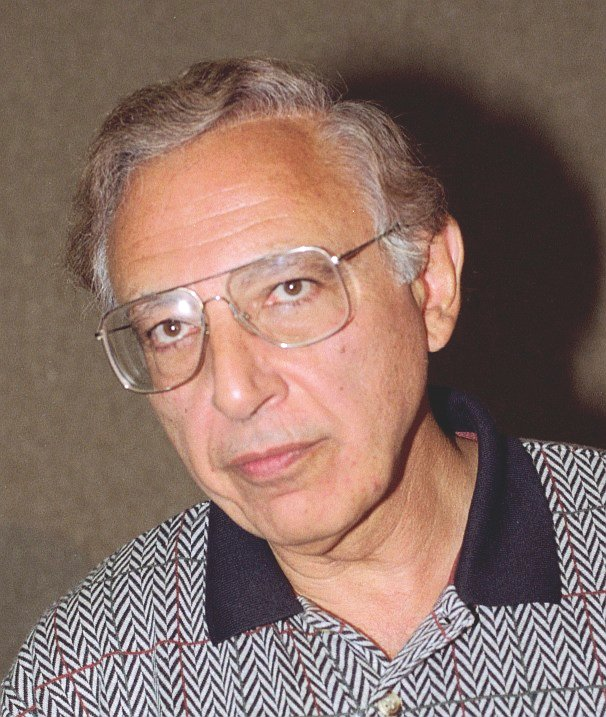
Robert Gallo en 1995.

L’Institut Pasteur porte d’abord plainte contre le NIH le 13 décembre 1985 car il pense que la souche utilisée pour mettre au point le test VIH américain a été conçue à partir de la souche envoyée par Montagnier à Gallo. L’Institut Pasteur demande au tribunal de reconnaître que le National Cancer Institute, où travaille Gallo, a violé un contrat en faisant une utilisation commerciale du virus Lav qui leur avait été pourtant transmis à seule fin d’étude. Pasteur demandait également au tribunal d’affirmer la priorité de leur découverte du virus du sida et de les déclarer seuls bénéficiaires des royalties sur les tests de dépistage développés à partir de celui-ci. L’Institut Pasteur perd en première instance pour des raisons formelles qui seront invalidées en appel en mars 1987 quelques jours seulement avant un compromis dont le premier effet est de mettre un terme aux différentes actions judiciaires entreprises — le procès auprès de l’United States Court of Claims principalement, mais aussi les actions auprès de l’office américain des brevets (USPTO) ou au titre de la FOIA. Le différend ne se règle donc pas par une décision de justice mais par un compromis entre les parties (« out of court agreement »), paraphé solennellement le 31 mars 1987, lors d’une rencontre entre le président des États-Unis, Ronald Reagan, et le Premier ministre français de l’époque, Jacques Chirac. L’accord n’est toutefois définitivement signé que le 4 décembre 1987 : la question de la priorité est résolue en qualifiant Gallo et Montagnier de « co-découvreurs » du virus du sida ; les Français renoncent aux redevances déjà encaissées par leurs adversaires américains ; les redevances associées sont partagées entre les instituts américains alors que, en Europe, elles reviennent intégralement à l’Institut Pasteur. Les deux parties se sont en outre mises d’accord sur une chronologie des découvertes, Gallo et Montagnier s’engageant à ne publier aucune déclaration qui contredirait ce canon.
Le 19 novembre 1989 dans le Chicago Tribune, John M. Crewdson signe un très long article intitulé The Great AIDS Quest-science under the microscope : Robert Gallo y est, au mieux, accusé d’avoir fait une erreur en contaminant sa souche avec celle de l’Institut Pasteur et, au pire, d’être coupable de fraude scientifique. Par la suite, différents articles de Crewdson ou d’autres personnes suivent, relançant la controverse, ce qui conduit les autorités américaines à diligenter plusieurs enquêtes administratives, tandis qu’une commission parlementaire menée par le démocrate John Dingell lancera aussi des investigations poussées. Dans une lettre publiée le 30 mai 1991 dans la revue Nature, Gallo reconnaît — de façon alambiquée — que la souche utilisée par les NIH a été contaminée par celle de l’Institut Pasteur ; il dément toute fraude scientifique,. Au cours de l’été 1991, un rapport préliminaire de l’OSI disculpe Gallo de toute accusation de mauvaise conduite tout en le critiquant pour avoir censuré certains articles ; l’OSI se montre plus sévère à l’égard de Mikulas Popovic, qui, refusant le rôle de bouc émissaire, révèlera en septembre 1991 que le professeur Gallo lui aurait demandé de ne pas faire référence au virus envoyé quelques mois plus tôt par l’Institut Pasteur. En janvier 1992, l’OSI, dans son rapport final, reconnaît Popovic coupable de mauvaise conduite scientifique (sans pour autant l’exclure des NIH) mais acquitte Gallo au bénéfice du doute. Le rapport est contesté par une commission d’évaluation. Le 10 février 1992, le Chicago Tribune confirme les « falsifications » américaines sur la découverte du virus du sida. Le 17 juillet 1992, les États-Unis rejettent la demande française de renégociation de l’accord de mars 1987. L’arrivée à la présidence des États-Unis de Bill Clinton va infléchir le cours de la controverse : la directrice du NIH est remplacée (par le docteur Harold Varmus), l'enquête de l’ORI débloquée et les négociations pour une réévaluation des royalties sur les tests reprises. En décembre 1992, le professeur Gallo, disculpé de toute accusation de vol, est reconnu coupable — par le Bureau de l'intégrité de la recherche (ORI) du ministère de la Santé — de « mauvaise conduite scientifique » pour avoir omis de créditer les apports de l’équipe de Montagnier dans ses propres travaux. Gallo fit ensuite appel de cette décision. En novembre 1993, l’ORI choisit d’abandonner l’enquête avant même que Gallo ait été entendu par le bureau d’appel : Popovic ayant été disculpé de toute faute quelque temps auparavant par le bureau d’appel, l’ORI — comme tous les observateurs — anticipa qu’il en serait de même pour Gallo,.
En janvier 1994 l’Inspecteur Général du HHS préconise que Gallo soit poursuivi — au pénal — par le procureur des États-Unis de l’État du Maryland qui refuse de se saisir de l’affaire.
Finalement, et à la suite notamment d'un Investigative Memorandum de l’inspecteur général June Gibbs Brown daté du 6/10 juin, des institutions fédérales américaines reconnaissent, le 11 juillet 1994, que la découverte du VIH est purement française et que Robert Gallo est coupable de fraude scientifique. Ce même 11 juillet, le conseil d’administration de la Fondation franco-américaine (créée par l’accord de mars 1987) reconnaît la priorité des chercheurs français et institue une répartition des redevances plus favorable à l’Institut Pasteur. En octobre 2010 cette affaire connaît un nouvel épisode mineur opposant l’Institut Pasteur aux laboratoires Abbott. La reconnaissance de cette paternité est confirmée en 2008 par le Comité Nobel, lorsqu’il attribue le Prix Nobel de Médecine à Luc Montagnier et Françoise Barré-Sinoussi, sans mentionner les travaux de Robert Gallo sur le sujet. Lors d’un entretien, peu de temps après l’attribution des Nobel, Robert Gallo se déclare « déçu » de ne pas être également honoré, mais considère que tous les récipiendaires méritent ce prix.

### Séquençage et découverte du VIH-2
À côté de la controverse, la recherche continue et le LAV est étudié sous tous les aspects : plusieurs points sont alors démontrés, comme le fait qu'il est totalement différent du HTLV-1 ― oncovirus poussant les lymphocytes T à se multiplier, alors que le LAV les tue. Avec la coopération du CDC, l'équipe de l'Institut Pasteur renforce de plus en plus l'hypothèse que le VIH est la cause du sida, ce qui est depuis considéré comme un fait avéré par la communauté scientifique. En janvier 1985, le séquençage du LAV est réalisé par une équipe de l'Institut Pasteur, qui publie ses résultats dans Cell. C'est cette même année qu'a été confirmée l'identité commune entre les trois virus LAV, HTLV-3 et ARV.
Le 18 juillet 1986, les résultats de l'étude d'un patient venant d'Afrique de l'Ouest sont publiés, dans Science, par l'équipe de Luc Montagnier, en collaboration avec des médecins portugais. Les examens ont permis d'identifier un nouveau type de LAV, le LAV-2. Le séquençage du nouveau virus est réalisé l'année suivante, ainsi que la mise au point d'un test de dépistage.
En 1986, le LAV (ainsi que les autres dénominations) est officiellement renommé en virus de l'immunodéficience humaine (VIH), le LAV-1 devient le VIH-1, et le LAV-2, le VIH-2.

### Vers une prise de conscience
La communauté internationale prend conscience de la gravité de l'épidémie qui se transforme rapidement en pandémie et c'est ainsi que, le 26 octobre 1987, l'Assemblée générale des Nations unies vote une résolution invitant tous les États et toutes les agences onusiennes à coopérer pour lutter contre cette pandémie. Depuis, la lutte contre le VIH/sida est devenue une priorité pour l'ONU à travers son programme Onusida, ainsi que pour nombre de gouvernements. La communauté scientifique est également très active en vue de mettre au point un vaccin, faisant du VIH le virus le plus étudié à ce jour.
Bien que l'AZT ait été utilisée dès 1986 pour lutter contre le VIH, il faudra attendre le milieu des années 1990 pour qu'arrivent sur le marché des traitements vraiment efficaces contre la réplication du VIH. Ces traitements, appelés trithérapies, combinent plusieurs médicaments pour combattre le VIH sur plusieurs fronts à la fois. Le développement de tests biologiques permettant d'estimer la charge virale a grandement participé à l'efficacité de ces traitements, aboutissant à modifier en conséquence la trithérapie, pour la rendre la plus efficace possible.

## Structure

Le virus de l'immunodéficience humaine.

Le VIH est un rétrovirus du genre des lentivirus (du latin lentus « lent »), qui se caractérisent par une longue période d'incubation avec, par conséquent, une évolution lente de la maladie.
Le VIH-1 est un virus sphérique d'un diamètre moyen de 145 nanomètres. Comme de nombreux virus infectant les animaux, il dispose d'une enveloppe composée d'un fragment de la membrane de la cellule infectée. Dans cette enveloppe lipidique sont insérés des trimères de glycoprotéine d’enveloppe (Env). Chaque protéine Env est formée de 2 sous-unités : une sous-unité de surface gp120 et une sous-unité transmembranaire gp41. La surface d’un virus VIH contiendrait en moyenne seulement 14 trimères Env. Lors de l'attachement du virus à la cellule, la protéine Env gp120 se lie à un récepteur CD4 présent à la surface des cellules CD4+ du système immunitaire. C'est pour cette raison que le VIH n'infecte que des cellules ayant ce récepteur à leur surface, qui sont en très grande majorité les lymphocytes CD4+.
À l'intérieur de l'enveloppe, se trouve une matrice protéique (MA) composée de protéines p. 17 et, encore à l'intérieur, la capside (CA) composée de protéines p. 24. C'est ce dernier type de protéines qui, avec gp41 et gp120, sont utilisés dans les tests VIH western blot. Les protéines nucléocapside p. 7 (NC) protègent l'ARN viral en le recouvrant. La protéine p. 6 est exclue de la capside et se trouve entre la matrice et la capside, elle permet la sortie par bourgeonnement des virus nouvellement formés dans la cellule.
Le génome du VIH, contenu dans la capside, est constitué d'un simple brin d'ARN en double exemplaire (9181 nucléotides), accompagné d'enzymes :
- la transcriptase inverse p. 66/p. 51 ou rétrotranscriptase qui rétrotranscrit l'ARN viral en ADN viral ;
- l'intégrase p. 32 qui intègre l'ADN viral à l'ADN cellulaire ;
- la protéase p. 12 qui participe à l'assemblage du virus en clivant les précurseurs protéiques Gag p. 55 et Gag-Pol p. 160. La protéase est présente dans la capside[45].

Ces trois enzymes sont les principales cibles des traitements antirétroviraux, car elles sont spécifiques aux rétrovirus.
Le génome du VIH est composé de neuf gènes. Les trois principaux sont gag, pol et env, qui définissent la structure du virus et sont communs à tous les rétrovirus. Les six autres gènes sont tat, rev, nef, vif, vpr et vpu (ou vpx pour le VIH-2), qui codent des protéines régulatrices.

## Transmission
| Risque de transmission du VIH-1 selon la voie d'exposition. | Risque de transmission du VIH-1 selon la voie d'exposition.                     | Risque de transmission du VIH-1 selon la voie d'exposition. | Risque de transmission du VIH-1 selon la voie d'exposition. | Risque de transmission du VIH-1 selon la voie d'exposition. |
| ----------------------------------------------------------- | ------------------------------------------------------------------------------- | ----------------------------------------------------------- | ----------------------------------------------------------- | ----------------------------------------------------------- |
| Voie d'exposition                                           | Nombre de contaminations estimées pour 10 000 expositions à une source infectée |                                                             |                                                             |                                                             |
| Transfusion sanguine                                        | 9 000                                                                           |                                                             |                                                             |                                                             |
| Accouchement                                                | 2 500                                                                           |                                                             |                                                             |                                                             |
| Partage de seringue chez des toxicomanes                    | 67                                                                              |                                                             |                                                             |                                                             |
| Rapport anal, réceptif*                                     | 50,                                                                             |                                                             |                                                             |                                                             |
| Blessure percutanée par aiguille                            | 30                                                                              |                                                             |                                                             |                                                             |
| Rapport pénis-vagin, réceptif*                              | 10,                                                                             |                                                             |                                                             |                                                             |
| Rapport anal, insertif*                                     | 6,5,                                                                            |                                                             |                                                             |                                                             |
| Rapport pénis-vagin, insertif*                              | 5,                                                                              |                                                             |                                                             |                                                             |
| Fellation, réceptif*                                        | 1                                                                               |                                                             |                                                             |                                                             |
| Fellation, insertif*                                        | 0,5                                                                             |                                                             |                                                             |                                                             |
| * sans préservatif                                          |                                                                                 |                                                             |                                                             |                                                             |

Le VIH est présent dans de nombreux fluides organiques. On en a retrouvé dans la salive, les larmes et l'urine, mais en des concentrations insuffisantes pour que des cas de transmission soient enregistrés. La transmission par ces fluides est considérée de ce fait comme négligeable. En revanche des quantités de VIH suffisamment importantes pour déclencher une infection ont été détectées dans le sang, le lait maternel, la cyprine, le sperme, ainsi que le liquide précédant l'éjaculation (liquide pré-éjaculatoire) et la concentration du virus dans les sécrétions génitales (sperme et sécrétions au niveau du col de l’utérus chez la femme) sont de bons prédicteurs du risque de transmission du VIH à une autre personne.
Par voie de conséquence, les trois modes de contaminations sont :
- les rapports sexuels non protégés. Qu'ils soient hétérosexuels ou homosexuels, ils représentent la part la plus importante des contaminations ;
- le contact avec du matériel contaminé chez :
  - les toxicomanes, par injection,
  - les tatouages, par une mauvaise hygiène du matériel,
  - les transfusés,
  - le personnel de santé ;
- la transmission mère-enfant, durant la grossesse, pendant l'accouchement et lors de l'allaitement. Sans traitement et avec un accouchement naturel, le taux de transmission varie, selon les études, entre 10 et 40 %[56]. C'est durant l'accouchement que les risques d'infection sont les plus élevés (65 % de tous les cas d'infection)[57]. Un traitement et la pratique éventuelle d'une césarienne peuvent faire baisser ce chiffre à 1 %[58].

## Cycle de réplication
Les cellules cibles du VIH sont celles présentant des récepteurs CD4 à leur surface. Ainsi, les lymphocytes T CD4+, les macrophages, les cellules dendritiques et les cellules microgliales cérébrales peuvent être infectées par le VIH. Ainsi, la réplication virale a lieu dans plusieurs tissus.
La réplication du virus se déroule en plusieurs étapes :

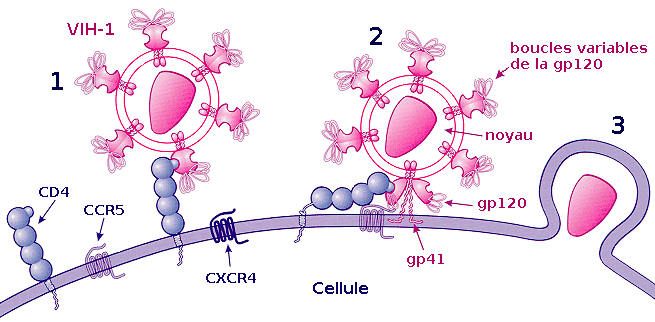
Processus d'attachement du VIH :
1) Fixation de la gp120 au récepteur CD4
2) Fixation d'une boucle variable de la gp120 au corécepteur et fixation de la gp41 sur la membrane cellulaire
3) Pénétration dans la cellule.

### La fixation ou attachement à une cellule
Cette étape repose sur une reconnaissance entre les protéines de la surface virale gp120 et les récepteurs CD4 de la cellule cible. Après l'union avec un récepteur CD4, gp120 change de conformation et est attiré vers un corécepteur devant également être présent à côté de la molécule CD4. Plus d'une dizaine de corécepteurs ont été identifiés, mais les principaux sont CXCR4 pour les lymphocytes T CD4+ et CCR5 pour les macrophages.

### La fusion, la pénétration et la décapsidation
C'est la seconde étape de l'infection, intervenant juste après l'union de gp120 avec le corécepteur. Cette union libère la protéine gp41, qui se fixe sur la membrane cytoplasmique. Par repli sur elle-même, gp41 attire l'enveloppe virale vers la membrane cytoplasmique, puis la fusion des membranes cellulaire et virale a lieu grâce à un peptide de fusion présent dans gp41. La capside du VIH pénètre alors dans le cytoplasme de la cellule ; une fois à l'intérieur de la cellule, elle se désagrège, libérant les deux brins d'ARN et les enzymes qu'elle contenait.
Ainsi, la protéine gp120 est responsable de l'attachement et gp41 de la fusion, puis de la pénétration au sein de la cellule.

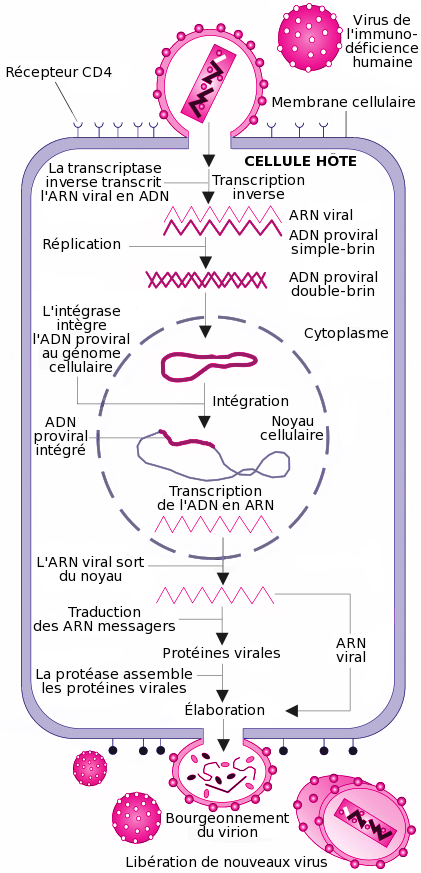
Cycle de réplication du virus de l'immunodéficience humaine.

### La transcription inverse
Cette étape est spécifique aux rétrovirus. En effet, ces derniers ayant pour génome de l'ARN et non de l'ADN, une opération de transcription inverse (ou rétrotranscription) intervient afin de convertir l'ARN viral en une molécule d'ADN en double hélice, seule structure compatible avec celle de l'ADN cellulaire dans lequel le génome viral doit être intégré pour assurer la réplication du virus. Cette transcription inverse est réalisée par une enzyme virale : la transcriptase inverse, une ADN polymérase ARN-dépendante associée à l'ARN viral dans la nucléocapside. Après pénétration de la capside dans le cytoplasme, la transcriptase inverse parcourt l'ARN viral et le transcrit en une première molécule d'ADN simple-chaîne, ou ADN brin(-). Pendant cette synthèse, l'ARN matrice est dégradé par une activité ribonucléase H portée par la transcriptase inverse. La dégradation de l'ARN est totale, sauf pour deux courtes séquences riches en purines appelées séquences PPT (polypurine tracts). Ces deux courtes séquences vont servir d'amorces à la transcriptase inverse pour la synthèse du second brin d'ADN, le brin(+), en utilisant l'ADN brin(-) comme matrice. L'ADN final produit est ainsi une molécule en double hélice (ADN bicaténaire aussi appelé ADN double-brin). Ce processus de transcription inverse est complexe, et requiert la présence des protéines de nucleocapside fixées sur l'ARN viral puis sur l'ADN brin(-). Une particularité de la transcriptase inverse est de ne pas être fidèle dans sa transcription et de souvent faire des erreurs. C'est la raison pour laquelle le VIH a une très grande variabilité génétique.

### L'intégration
L'ADN bicaténaire pénètre dans le noyau cellulaire, selon un processus actif encore mal compris. Cet import nucléaire constitue une particularité propre aux lentivirus qui sont, de fait, capables d'infecter des cellules en phase stationnaire, c'est-à-dire dont le noyau est intact. Pour ce faire, l'ADN bicaténaire est, à ce moment du cycle, étroitement associé à l'intégrase et d'autres composants protéiques viraux et cellulaires, dans un complexe appelé complexe de préintégration. Ce complexe possède la capacité d'interagir avec des éléments de la membrane nucléaire, pour traverser cette membrane et accéder à la chromatine cellulaire. L'ADN s'intègre ensuite au hasard dans le génome de la cellule cible, sous l'effet de l'enzyme intégrase.

### La formation d'un ARN messager
Les deux brins d'ADN de la cellule « s'écartent » localement sous l'effet de l'ARN polymérase. Des bases azotées libres du noyau viennent prendre la complémentarité de la séquence et se polymérisent en une chaîne monobrin, l'ARNm (messager).

### L'épissage
L'ARNm ainsi obtenu est hétérogène. En effet, il est constitué d'une succession d'introns (parties non codantes) et d'exons (parties codantes). Cet ARNm doit subir une maturation pour pouvoir être lu par les ribosomes. Se passe alors une excision des introns, pour ne laisser que les exons.

### La traduction de l'ARN
Une fois sorti du noyau par l'un des pores nucléaires, l'ARNm est lu par les ribosomes du RER (réticulum endoplasmique rugueux). L'ARNm vient en fait se glisser entre les deux sous-unités du ribosome. À chaque codon (groupe de trois nucléotides) de l'ARNm, le ribosome attribue un acide aminé. Les différents acides aminés se polymérisent au fur et à mesure de la lecture. Un codon initiateur AUG (Adénine-Uracile-Guanine) fera débuter la synthèse, tandis qu'un codon stop (UAA ; UGA ; UAG) en marquera la fin.

### Maturation des protéines virales
Les polypeptides ainsi formés ne sont pas encore opérationnels, ils doivent subir une maturation dans l'appareil de Golgi.

### L'assemblage
Les protéines de structure du virus (matrice, capside et nucléocapside) sont produites sous forme de polyprotéines dénommées polyprécurseurs Gag. Les enzymes virales sont produites elles aussi sous forme de polyprotéines appelées Gag-Pol (Matrice-Capside-Nucléocapside-Protéase-Reverse Transcriptase - Intégrase). Lorsqu'elles sortent du Golgi, les polyprotéines Gag et Gag-Pol sont transportées vers la membrane cellulaire où elles rejoignent les glycoprotéines virales membranaires. Les domaines MA (matrice) de Gag et Gag-Pol interagissent avec la membrane, tandis que les ARN viraux sont capturés par les domaines NC (nucléocapside) de Gag et Gag-Pol. Des interactions entre les différents domaines de Gag, en particulier les capsides, permettent l'assemblage d'une structure globulaire conduisant à la formation d'une particule virale par bourgeonnement de la membrane plasmique.

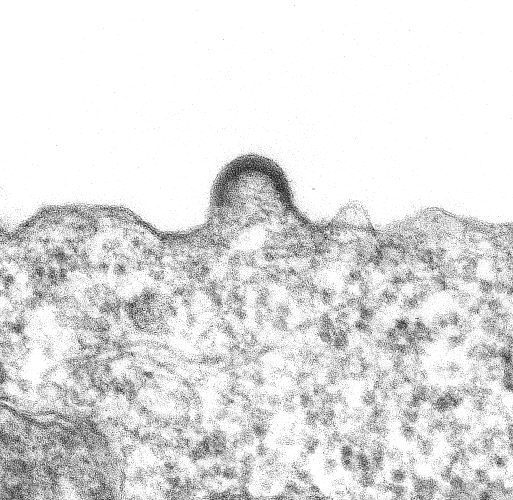
Bourgeonnement d'un virion sur un lymphocyte en culture.

### Le bourgeonnement
La capside sort de la cellule infectée en arrachant une partie de la membrane cellulaire (à laquelle ont été préalablement fixées les protéines virales de surface (gp120 et gp41)).

### La maturation des virus
Les particules issues du bourgeonnement sont dites immatures. Les interactions des précurseurs Gag et Gag-Pol entraînent un rapprochement de domaines (PR) dentiques de la protéase, qui vont dimériser et former une protéase active. Cette autoactivation de la protéase va entraîner la coupure des domaines PR aux alentours, et cette réaction en chaîne va permettre l'activation de toutes les protéases virales. Ces dernières vont ensuite couper les polyprécurseurs Gag et Gag-Pol entre chacun de leurs domaines. Ceci va libérer la Matrice de la Capside et de la Nucléocapside, cette dernière restant fixée sur l'ARN viral. Les protéines de capside, par leurs propriétés intrinsèques d'auto-assemblage, formeront la capside à la forme conique caractéristique. Dans cette capside : la nucléocapside, formée de l'ARN viral, des protéines de nucléocapside, de la transcriptase inverse et de l'intégrase. Cette étape de maturation virale est essentielle pour rendre les virions infectieux et prêts à infecter de nouvelles cellules.

## Variantes génétiques et origines du VIH
L'arbre phylogénétique du VIH est en 2019, le suivant :
|  | VISgor Gorilla gorilla gorilla, Gorille des plaines de l'Ouest |
|  |                                                                |
|  | VIH-1 type O, nucl. : 41 %. aa. : 68% (JX245015 Gabon 2011)    |
|  |                                                                |
|  | VIH-1 type P, nucl. : 34 %. aa. : 68% (GU111555 France 2009)   |
|  |                                                                |

|  | VIH-1 M ss-type A, nucl. : 81 %. aa. : 83% (KX389622 Nigeria 2009) |
|  |                                                                    |
|  | VIH-1 M ss-type A, (DRC60 Léopoldville 1960)                       |
|  |                                                                    |

|  | VIH-1 M ss-type C, nucl. : 93 %. aa. : 87% (HIVU46016 Ethiopie 1986) |
|  |                                                                      |
|  | VIH-1 M ss-type C, nucl. : 100 %. aa. : 100% (MW262773 USA 2019)     |
|  |                                                                      |

|  | VIH-1 M ss-type D, nucl. : 76 % (MF109713 UK 2013) |
|  |                                                    |
|  | VIH-1 M ss-type D, (ZR59 Léopoldville 1959)        |
|  |                                                    |

|  | VIH-1 M ss-type A, nucl. : 81 %. aa. : 83% (KX389622 Nigeria 2009) |
|  |                                                                    |
|  | VIH-1 M ss-type A, (DRC60 Léopoldville 1960)                       |
|  |                                                                    |

|  | VIH-1 M ss-type C, nucl. : 93 %. aa. : 87% (HIVU46016 Ethiopie 1986) |
|  |                                                                      |
|  | VIH-1 M ss-type C, nucl. : 100 %. aa. : 100% (MW262773 USA 2019)     |
|  |                                                                      |

|  | VIH-1 M ss-type D, nucl. : 76 % (MF109713 UK 2013) |
|  |                                                    |
|  | VIH-1 M ss-type D, (ZR59 Léopoldville 1959)        |
|  |                                                    |

|  | VIH-1 M ss-type A, nucl. : 81 %. aa. : 83% (KX389622 Nigeria 2009) |
|  |                                                                    |
|  | VIH-1 M ss-type A, (DRC60 Léopoldville 1960)                       |
|  |                                                                    |

|  | VIH-1 M ss-type C, nucl. : 93 %. aa. : 87% (HIVU46016 Ethiopie 1986) |
|  |                                                                      |
|  | VIH-1 M ss-type C, nucl. : 100 %. aa. : 100% (MW262773 USA 2019)     |
|  |                                                                      |

|  | VIH-1 M ss-type D, nucl. : 76 % (MF109713 UK 2013) |
|  |                                                    |
|  | VIH-1 M ss-type D, (ZR59 Léopoldville 1959)        |
|  |                                                    |

|  | VIH-1 M ss-type A, nucl. : 81 %. aa. : 83% (KX389622 Nigeria 2009) |
|  |                                                                    |
|  | VIH-1 M ss-type A, (DRC60 Léopoldville 1960)                       |
|  |                                                                    |

|  | VIH-1 M ss-type C, nucl. : 93 %. aa. : 87% (HIVU46016 Ethiopie 1986) |
|  |                                                                      |
|  | VIH-1 M ss-type C, nucl. : 100 %. aa. : 100% (MW262773 USA 2019)     |
|  |                                                                      |

|  | VIH-1 M ss-type D, nucl. : 76 % (MF109713 UK 2013) |
|  |                                                    |
|  | VIH-1 M ss-type D, (ZR59 Léopoldville 1959)        |
|  |                                                    |

|  | VISgor Gorilla gorilla gorilla, Gorille des plaines de l'Ouest |
|  |                                                                |
|  | VIH-1 type O, nucl. : 41 %. aa. : 68% (JX245015 Gabon 2011)    |
|  |                                                                |
|  | VIH-1 type P, nucl. : 34 %. aa. : 68% (GU111555 France 2009)   |
|  |                                                                |

|  | VIH-1 M ss-type A, nucl. : 81 %. aa. : 83% (KX389622 Nigeria 2009) |
|  |                                                                    |
|  | VIH-1 M ss-type A, (DRC60 Léopoldville 1960)                       |
|  |                                                                    |

|  | VIH-1 M ss-type C, nucl. : 93 %. aa. : 87% (HIVU46016 Ethiopie 1986) |
|  |                                                                      |
|  | VIH-1 M ss-type C, nucl. : 100 %. aa. : 100% (MW262773 USA 2019)     |
|  |                                                                      |

|  | VIH-1 M ss-type D, nucl. : 76 % (MF109713 UK 2013) |
|  |                                                    |
|  | VIH-1 M ss-type D, (ZR59 Léopoldville 1959)        |
|  |                                                    |

|  | VIH-1 M ss-type A, nucl. : 81 %. aa. : 83% (KX389622 Nigeria 2009) |
|  |                                                                    |
|  | VIH-1 M ss-type A, (DRC60 Léopoldville 1960)                       |
|  |                                                                    |

|  | VIH-1 M ss-type C, nucl. : 93 %. aa. : 87% (HIVU46016 Ethiopie 1986) |
|  |                                                                      |
|  | VIH-1 M ss-type C, nucl. : 100 %. aa. : 100% (MW262773 USA 2019)     |
|  |                                                                      |

|  | VIH-1 M ss-type D, nucl. : 76 % (MF109713 UK 2013) |
|  |                                                    |
|  | VIH-1 M ss-type D, (ZR59 Léopoldville 1959)        |
|  |                                                    |

|  | VIH-1 M ss-type A, nucl. : 81 %. aa. : 83% (KX389622 Nigeria 2009) |
|  |                                                                    |
|  | VIH-1 M ss-type A, (DRC60 Léopoldville 1960)                       |
|  |                                                                    |

|  | VIH-1 M ss-type C, nucl. : 93 %. aa. : 87% (HIVU46016 Ethiopie 1986) |
|  |                                                                      |
|  | VIH-1 M ss-type C, nucl. : 100 %. aa. : 100% (MW262773 USA 2019)     |
|  |                                                                      |

|  | VIH-1 M ss-type D, nucl. : 76 % (MF109713 UK 2013) |
|  |                                                    |
|  | VIH-1 M ss-type D, (ZR59 Léopoldville 1959)        |
|  |                                                    |

|  | VIH-1 M ss-type A, nucl. : 81 %. aa. : 83% (KX389622 Nigeria 2009) |
|  |                                                                    |
|  | VIH-1 M ss-type A, (DRC60 Léopoldville 1960)                       |
|  |                                                                    |

|  | VIH-1 M ss-type C, nucl. : 93 %. aa. : 87% (HIVU46016 Ethiopie 1986) |
|  |                                                                      |
|  | VIH-1 M ss-type C, nucl. : 100 %. aa. : 100% (MW262773 USA 2019)     |
|  |                                                                      |

|  | VIH-1 M ss-type D, nucl. : 76 % (MF109713 UK 2013) |
|  |                                                    |
|  | VIH-1 M ss-type D, (ZR59 Léopoldville 1959)        |
|  |                                                    |

|  | VISgor Gorilla gorilla gorilla, Gorille des plaines de l'Ouest |
|  |                                                                |
|  | VIH-1 type O, nucl. : 41 %. aa. : 68% (JX245015 Gabon 2011)    |
|  |                                                                |
|  | VIH-1 type P, nucl. : 34 %. aa. : 68% (GU111555 France 2009)   |
|  |                                                                |

|  | VIH-1 M ss-type A, nucl. : 81 %. aa. : 83% (KX389622 Nigeria 2009) |
|  |                                                                    |
|  | VIH-1 M ss-type A, (DRC60 Léopoldville 1960)                       |
|  |                                                                    |

|  | VIH-1 M ss-type C, nucl. : 93 %. aa. : 87% (HIVU46016 Ethiopie 1986) |
|  |                                                                      |
|  | VIH-1 M ss-type C, nucl. : 100 %. aa. : 100% (MW262773 USA 2019)     |
|  |                                                                      |

|  | VIH-1 M ss-type D, nucl. : 76 % (MF109713 UK 2013) |
|  |                                                    |
|  | VIH-1 M ss-type D, (ZR59 Léopoldville 1959)        |
|  |                                                    |

|  | VIH-1 M ss-type A, nucl. : 81 %. aa. : 83% (KX389622 Nigeria 2009) |
|  |                                                                    |
|  | VIH-1 M ss-type A, (DRC60 Léopoldville 1960)                       |
|  |                                                                    |

|  | VIH-1 M ss-type C, nucl. : 93 %. aa. : 87% (HIVU46016 Ethiopie 1986) |
|  |                                                                      |
|  | VIH-1 M ss-type C, nucl. : 100 %. aa. : 100% (MW262773 USA 2019)     |
|  |                                                                      |

|  | VIH-1 M ss-type D, nucl. : 76 % (MF109713 UK 2013) |
|  |                                                    |
|  | VIH-1 M ss-type D, (ZR59 Léopoldville 1959)        |
|  |                                                    |

|  | VIH-1 M ss-type A, nucl. : 81 %. aa. : 83% (KX389622 Nigeria 2009) |
|  |                                                                    |
|  | VIH-1 M ss-type A, (DRC60 Léopoldville 1960)                       |
|  |                                                                    |

|  | VIH-1 M ss-type C, nucl. : 93 %. aa. : 87% (HIVU46016 Ethiopie 1986) |
|  |                                                                      |
|  | VIH-1 M ss-type C, nucl. : 100 %. aa. : 100% (MW262773 USA 2019)     |
|  |                                                                      |

|  | VIH-1 M ss-type D, nucl. : 76 % (MF109713 UK 2013) |
|  |                                                    |
|  | VIH-1 M ss-type D, (ZR59 Léopoldville 1959)        |
|  |                                                    |

|  | VIH-1 M ss-type A, nucl. : 81 %. aa. : 83% (KX389622 Nigeria 2009) |
|  |                                                                    |
|  | VIH-1 M ss-type A, (DRC60 Léopoldville 1960)                       |
|  |                                                                    |

|  | VIH-1 M ss-type C, nucl. : 93 %. aa. : 87% (HIVU46016 Ethiopie 1986) |
|  |                                                                      |
|  | VIH-1 M ss-type C, nucl. : 100 %. aa. : 100% (MW262773 USA 2019)     |
|  |                                                                      |

|  | VIH-1 M ss-type D, nucl. : 76 % (MF109713 UK 2013) |
|  |                                                    |
|  | VIH-1 M ss-type D, (ZR59 Léopoldville 1959)        |
|  |                                                    |

|  | VISgor Gorilla gorilla gorilla, Gorille des plaines de l'Ouest |
|  |                                                                |
|  | VIH-1 type O, nucl. : 41 %. aa. : 68% (JX245015 Gabon 2011)    |
|  |                                                                |
|  | VIH-1 type P, nucl. : 34 %. aa. : 68% (GU111555 France 2009)   |
|  |                                                                |

|  | VIH-1 M ss-type A, nucl. : 81 %. aa. : 83% (KX389622 Nigeria 2009) |
|  |                                                                    |
|  | VIH-1 M ss-type A, (DRC60 Léopoldville 1960)                       |
|  |                                                                    |

|  | VIH-1 M ss-type C, nucl. : 93 %. aa. : 87% (HIVU46016 Ethiopie 1986) |
|  |                                                                      |
|  | VIH-1 M ss-type C, nucl. : 100 %. aa. : 100% (MW262773 USA 2019)     |
|  |                                                                      |

|  | VIH-1 M ss-type D, nucl. : 76 % (MF109713 UK 2013) |
|  |                                                    |
|  | VIH-1 M ss-type D, (ZR59 Léopoldville 1959)        |
|  |                                                    |

|  | VIH-1 M ss-type A, nucl. : 81 %. aa. : 83% (KX389622 Nigeria 2009) |
|  |                                                                    |
|  | VIH-1 M ss-type A, (DRC60 Léopoldville 1960)                       |
|  |                                                                    |

|  | VIH-1 M ss-type C, nucl. : 93 %. aa. : 87% (HIVU46016 Ethiopie 1986) |
|  |                                                                      |
|  | VIH-1 M ss-type C, nucl. : 100 %. aa. : 100% (MW262773 USA 2019)     |
|  |                                                                      |

|  | VIH-1 M ss-type D, nucl. : 76 % (MF109713 UK 2013) |
|  |                                                    |
|  | VIH-1 M ss-type D, (ZR59 Léopoldville 1959)        |
|  |                                                    |

|  | VIH-1 M ss-type A, nucl. : 81 %. aa. : 83% (KX389622 Nigeria 2009) |
|  |                                                                    |
|  | VIH-1 M ss-type A, (DRC60 Léopoldville 1960)                       |
|  |                                                                    |

|  | VIH-1 M ss-type C, nucl. : 93 %. aa. : 87% (HIVU46016 Ethiopie 1986) |
|  |                                                                      |
|  | VIH-1 M ss-type C, nucl. : 100 %. aa. : 100% (MW262773 USA 2019)     |
|  |                                                                      |

|  | VIH-1 M ss-type D, nucl. : 76 % (MF109713 UK 2013) |
|  |                                                    |
|  | VIH-1 M ss-type D, (ZR59 Léopoldville 1959)        |
|  |                                                    |

|  | VIH-1 M ss-type A, nucl. : 81 %. aa. : 83% (KX389622 Nigeria 2009) |
|  |                                                                    |
|  | VIH-1 M ss-type A, (DRC60 Léopoldville 1960)                       |
|  |                                                                    |

|  | VIH-1 M ss-type C, nucl. : 93 %. aa. : 87% (HIVU46016 Ethiopie 1986) |
|  |                                                                      |
|  | VIH-1 M ss-type C, nucl. : 100 %. aa. : 100% (MW262773 USA 2019)     |
|  |                                                                      |

|  | VIH-1 M ss-type D, nucl. : 76 % (MF109713 UK 2013) |
|  |                                                    |
|  | VIH-1 M ss-type D, (ZR59 Léopoldville 1959)        |
|  |                                                    |

|  | VISsmm Cercocebus atys atys, Singe vert mangabey        |
|  |                                                         |
|  | VIH-2, nucl. : 0 %. aa. : 48% (AB485670, Côte d'Ivoire) |
|  |                                                         |

Arbre phylogénétique du VIH et du VIS.

Le VIH est un virus qui a une très importante variabilité génétique et présente ainsi une extrême diversité. Deux types ont été identifiés :
- VIH-1, le plus présent dans le monde ;
- VIH-2, moins contagieux que VIH-1. Il sévit principalement en Afrique de l'Ouest. Il comprend le VIH-2A et le VIH-2B.

Au sein de chaque type existent plusieurs groupes qui, à leur tour, comportent des sous-types.
Depuis 1998, le VIH-1 est classé en trois groupes auquel s'ajoute un quatrième découvert en 2009 :
- groupe M (pour major group) ;
- groupe O (pour outlier group) ;
- groupe N (pour non-M, non-O group) ;
- groupe P.

Les types M et N du VIH-1 sont proches du VIScpz infectant le chimpanzé et correspondraient chacun à une transmission indépendante du chimpanzé à l'humain. Les types O et P du VIH-1 sont proches du VIS infectant le gorille (VISgor).
Le groupe M prédomine largement avec plus de 40 millions de personnes contaminées, contre un peu plus de 500 pour le groupe O et seulement 7 pour le groupe N. Non seulement le groupe M est de loin le groupe le plus important en nombre de personnes contaminées, mais il est également celui qui est le plus répandu de par le monde, en étant présent sur tous les continents, alors que les autres groupes sont uniquement présents en Afrique centrale.
Le groupe M comprend neuf sous-types ou clades (de A à D, de F à H, J et enfin K). S'ajoutent plusieurs formes recombinantes (en anglais circulating recombinant form ou CRF), qui ont pour origine la multiple infection d'une cellule par des sous-types différents, ce qui entraîne des mélanges dans le génome viral.
Les sous-types et formes recombinantes du groupe M ne sont pas réparties uniformément sur toute la planète. Ainsi, en Europe, dans les Amériques et en Australie, c'est le sous-type B qui est le plus présent, alors qu'en Afrique c'est, selon les régions, le A et le C et, en Asie, toujours selon les régions, les groupes C et E.
Bien que la variabilité génétique au sein d'un même groupe ne semble pas modifier, de manière significative, la pathogénicité ni la progression de l'infection, elle pose tout de même de sérieux problèmes pour la mise au point d'un vaccin efficace sur tous les groupes et souches du VIH, pour les mesures de la charge virale et dans certains cas particuliers de test VIH. Dans ce dernier cas, c'est ainsi que les tests de dépistage basés sur des antigènes du VIH-1 de sous-type B et du VIH-2 de sous-type A, peuvent présenter une sensibilité moindre pour la reconnaissance des autres sous-types, particulièrement lors de la primo-infection ou d'une infection par des variants comme les VIH-1 du groupe O.

### Origine de la variabilité
L'apparition de nouvelles variantes génétiques est due à un processus d'évolution, dont les mécanismes sont semblables à ceux qui expliquent l'évolution de toute espèce vivante. La seule différence est que l'évolution du VIH est extrêmement rapide, ce qui a conduit au grand nombre de variantes actuelles. On explique cette grande variabilité génétique du VIH par plusieurs causes :
Des mutations aléatoires fréquentes
Chez les VIH, le taux de mutations est très important : plus de mille fois plus important que dans le génome d'un humain. En voici les raisons :
- la transcriptase inverse, qui permet au VIH de se répliquer, est une enzyme ne possédant pas de mécanisme de détection des erreurs de transcription. Les erreurs sont donc fréquentes et ont été estimées à une tous les 1 700 à 10 000 nucléotides produits. Comme le génome du VIH est composé d'un peu moins de 10 000 nucléotides, il y a approximativement entre une et 10 mutations à chaque cycle viral[88],[89],[90],[91],[92] ;
- le nombre important de virions produits, qui est de l'ordre de 10 000 par jour pour chaque virion infectant une cellule[88]. Au sein de l'organisme entier, tous les deux jours, de 109 à 1010 virions sont renouvelés[89]. En théorie, on peut donc prévoir que chacun de ces nouveaux virions porte des mutations différentes.

Ainsi, dans un seul organisme infecté, il y a déjà plusieurs variantes génétiques, représentant ainsi une quasi-espèce virale.
La variabilité du génome viral n'est pas la même pour tous les gènes, certains sont plus enclins à varier que d'autres. C'est ainsi que le gène env est le plus variable (c'est justement lui qui code les protéines de surface gp41 et gp120), alors que le gène pol est le plus conservé.
Les recombinaisons génétiques
Lorsqu'une cellule est infectée par deux virions génétiquement différents, les séquences peuvent se recombiner, ce qui donne naissance à des formes recombinantes. Ce processus, aléatoire, est favorisé par les comportements à risque, parce qu'ils augmentent la probabilité de contaminations multiples chez une même personne.
Sélection
Il y a ensuite un processus de sélection naturelle. Les erreurs de transcription et les recombinaisons produisent de nombreux virions différents les uns des autres. La plupart de ces mutations entraînent la production de virions incapables de se répliquer correctement, ce qui les destine à disparaître. Cette importante disparition de virions est compensée par le grand nombre de virions produits. Parmi les virions survivants, certains ont pour particularité d'être plus résistants aux attaques des défenses immunitaires. Cela a pour conséquence de les rendre mieux adaptés à leur milieu et, finalement, seuls les virions résistants sont présents dans l'organisme. Cela mène, à plus ou moins court terme, à une inefficacité des défenses immunitaires, provoquant l'état immunodéprimé de l'organisme si le taux de lymphocytes CD4+ est trop bas.
La prise d'un traitement médicamenteux par les patients infectés par le VIH entraîne également une sélection au sein de la population virale. Ceci favorise la transmission des virions mutants les plus résistants aux médicaments. Pour contrer cette adaptation des VIH, les multithérapies visent à « attaquer » le VIH sur plusieurs facettes à la fois, et ainsi à limiter les possibilités du virus de s'adapter à son milieu.
Origines multiples
La multiplicité temporelle des passages du VIScpz à l'humain est la raison de l'existence des différents groupes du VIH-1. Il en est de même pour le VIH-2, dont l'ancêtre est le VISsmm.

### Nouveau variant
Des études mettent en évidence la présence depuis plusieurs années d'un variant du VIH-1B plus virulent aux Pays-Bas. Il présente un grand nombre de mutations affectant près de 300 acides aminés,.

## Diagnostic et suivi infectieux
Le diagnostic précoce de l'infection par le VIH est important pour une bonne prise en charge du VIH/sida. En France, par exemple, un cas sur deux est détecté au moment du stade sida, ce qui, pour les cas non détectés, multiplie par seize le risque de décès du patient dans les six premiers mois de son traitement.
Dans les pays développés, des tests sont pratiqués systématiquement pour les dons de sang, d'organes et de sperme. Le manque de tests a entraîné plusieurs contaminations de masse.
Le diagnostic sérologique est un acte médical réalisé, en France, par un médecin.

### Diagnostic
Le diagnostic visant à déterminer le statut sérologique au VIH est réalisé en deux étapes :
- le dépistage qui, dans la méthode de référence, passe par une détection des anticorps anti-VIH ;
- la confirmation que les anticorps détectés sont bien liés à une infection par le VIH.

La première étape se base sur la détection d'anticorps produits en réponse à une infection par le VIH, les anticorps anti-VIH. Cette production d'anticorps peut être détectée, avec les moyens actuels, en moyenne 22 jours après la contamination. Durant cette période, appelée fenêtre sérologique, le patient est parfaitement infectieux, ce qui pose des problèmes évidents de santé publique. Une fois la fenêtre sérologique passée, son statut sérologique peut être établi.
La première étape de détection emploie la méthode ELISA, qui utilise la réaction anticorps-antigène pour détecter la présence des anticorps anti-VIH. Pour éviter les faux négatifs - qui feraient passer à côté d'un cas de séropositivité - le test doit avoir une sensibilité optimale. Un mélange d'antigènes viraux est alors utilisé, permettant la détection des anticorps anti-VIH-1 et anti-VIH-2 (on parle alors d'ELISA mixte). L'utilisation de deux tests commerciaux d'origine différentes est généralement effectuée pour éliminer le maximum de faux positifs dès la première étape.
Si la détection se révèle positive, douteuse, ou discordante, une confirmation est réalisée. Cette dernière vise à savoir si les anticorps détectés sont bien liés à une infection par le VIH-1. Pour cela, on utilise une méthode spécifique, dont le but est d'éliminer les résultats faussement positifs. C'est la méthode western blot (WB) qui est généralement utilisée. Là encore, si le test est douteux ou dénote un début de séroconversion, un second test de confirmation est réalisé trois semaines plus tard, le temps que la séroconversion soit complète.
Ce n'est qu'à la suite de l'ensemble de ces tests qu'un médecin pourra déclarer un patient séropositif.

#### Autres méthodes
Il existe d'autres techniques de détection d'une infection par le VIH, comme :
- le test rapide : par exemple, le test INSTI VIH, qui permet de détecter les anticorps anti VIH-1/VIH-2 en une minute à partir de sang prélevé au bout du doigt[101] ;
- l'antigène p. 24 : utile lorsque la séroconversion n'a pas encore eu lieu complètement : il se positivise entre j10 et j20 après le contage. Le test devient donc négatif une fois la séroconversion effectuée, cela explique donc l'utilisation de la procédure précédemment décrite comme un standard ;
- la méthode combinée : qui utilise l'antigénie p. 24 et la détection d'anticorps. Cette méthode est intéressante au tout début de la contamination, car elle réduit la fenêtre sérologique jusqu’à deux à cinq jours, tout en assurant la prise en compte des personnes totalement séroconverties ;
- l'isolement en culture : utilisé pour les nouveau-nés de mère séropositive, car ces derniers sont obligatoirement séropositifs (au sens immunologique du terme, les anticorps de la mère ayant été transmis). L'infection est confirmée si une activité de transcriptase inverse est détectée, ou bien des antigènes p. 24 ;
- la détection de l'ARN viral : on cherche les gènes gag ou pol du VIH. Cette méthode tend à remplacer la méthode d'isolement par culture pour les nouveau-nés.

### Suivi infectieux
Une fois la séropositivité établie, un suivi régulier de l'infection doit être effectué, pour en assurer une bonne prise en charge et ainsi évaluer au mieux l'état du patient. Deux facteurs permettent d'en évaluer l'évolution :
- le taux de lymphocytes T4 présents dans le sang, pour définir le niveau de l'infection et l'atteinte du système immunitaire. Le taux normal chez l'humain est supérieur à 500 /mm3 ;
- la charge virale, indiquant le nombre de virions dans l'organisme et, par voie de conséquence, la vitesse de réplication du VIH dans l'organisme.

On considère depuis 2013 en France que tous les malades atteints par le VIH doivent être traités par antirétroviraux, quel que soit leur niveau de lymphocytes CD4+.
En dessous de 200/mm3 le patient est fortement immunodéprimé et est particulièrement vulnérable aux maladies opportunistes liées au sida. Une antibioprophylaxie par co-trimoxazole est alors indispensable pour prévenir certaines de ces infections : la pneumocystose et la toxoplasmose cérébrale.

## Physiopathologie

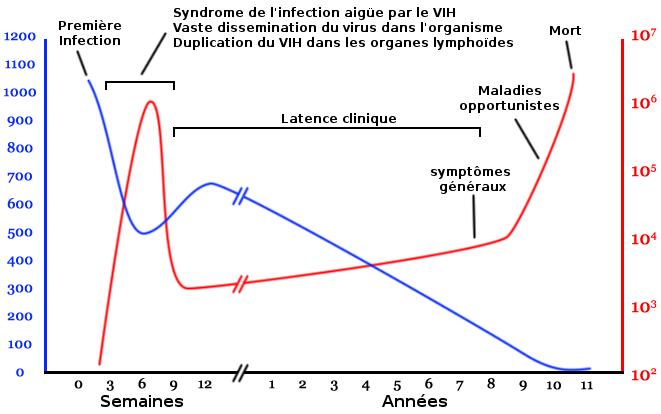
L'évolution de l'infection par le VIH est dite persistante productive et est représentée par ce diagramme qui montre la relation entre la charge virale et le nombre de lymphocytes T_{4}.

L'infection par le VIH évolue en plusieurs phases pouvant se succéder dans le temps :
- la primo-infection avec (50 à 75 % des cas) ou sans symptômes, phase de séroconversion qui suit la contamination ;
- une phase de latence, parfois accompagnée d'un état de lymphadénopathie généralisée ;
- une phase à symptômes mineurs de l'infection à virus de l'immunodéficience humaine ;
- la phase d'immunodépression profonde, ou stade de sida généralement symptomatique.

Dès la primo-infection, le virus se réplique activement dans l'organisme, avec une production quotidienne de dix milliards de virions, entraînant la destruction d'environ cinq milliards de lymphocytes T CD4+. Cette réplication se stabilise, après quelques semaines, à un niveau plus ou moins important selon les sujets. Le système immunitaire, hyperactivé, compense partiellement la destruction massive des lymphocytes T CD4+ en augmentant leur production, mais l'infection à VIH persiste malgré tout, avec pour conséquence l'émergence et la sélection de virus mutants qui échappent à la réponse immunitaire de l'hôte.
Des chercheurs du CNRS, de l'Institut Curie et de l'Institut Pasteur ont découvert que le virus modifiait le pH des compartiments cellulaires où il s'accumule dans les macrophages, empêchant ainsi l'activation des enzymes chargées de le dégrader.
Pendant plusieurs années, les lymphocytes T CD4+ semblent se renouveler rapidement malgré leur destruction par le virus, jusqu’à ce que l'épuisement des organes lymphoïdes centraux (thymus) ne permette plus leur régénération. La destruction des lymphocytes T CD4+ est bien souvent due à l'hyperactivation de ces cellules, par interaction avec certaines structures du virus, et non à une destruction directe par le VIH. Après dix à quinze ans d'évolution spontanée sans traitement, le sujet est immunodéprimé (stade sida), des pathologies infectieuses ou tumorales rares (dites opportunistes) surviennent et conduisent au décès. Actuellement les traitements antirétroviraux évitent ou retardent l'évolution vers le stade sida, en maintenant les niveaux de réplication du virus au plus bas possible.
La destruction du système immunitaire et la progression clinique avec apparition de maladies opportunistes sont directement liées au taux sanguin des lymphocytes T CD4+ du patient. L'efficacité des traitements antirétroviraux est évaluée par le niveau de réplication virale mesurée par la charge virale VIH (taux d'ARN plasmatique), la mesure de taux de lymphocytes T CD4+ (immunodepression) et par l'état clinique du patient.

### Non-progresseurs à long terme
Plusieurs cas de personnes séropositives ont réussi à garder pendant une longue durée (au minimum 8 ans), naturellement (c'est-à-dire sans traitement), un taux de CD4 normal (supérieur à 500/mm3) et une charge virale basse, voire indétectable pour certains,. Elles sont dites non-progresseurs à long terme ou encore asymptomatiques à long terme (ALT). Quelques patients français sans traitement sont restés asymptomatiques, et même à charge virale indétectable ou presque, pendant au moins vingt ans.
Il n'existe pas de modèle unique, certains patients restent dans un état asymptomatique sans évolution significative de leur état, d'autres (la majorité) connaissent une lente détérioration de leur système immunitaire.
Il est important de souligner qu'une ou plusieurs réinfections à d'autres types ou sous-types de souches virales VIH ne favorisent pas le maintien dans l'état « ALT », car un risque de recombinaison génétique (en termes de probabilité mathématique) avec des souches plus virulentes existe, et serait susceptible de diminuer la résistance immunitaire d'un patient lambda et l'efficacité d'un traitement antirétroviral futur.

### Contrôleurs du VIH
Certains patients, très rares (moins de 1 %), qui ne développent pas de maladie malgré parfois plus de vingt années de séropositivité et en l’absence de traitement, sont appelés « contrôleurs du VIH » (HIC). Il s'agit des patients infectés par le VIH, ne développant pas le sida, dont l'organisme parvient spontanément et durablement à contrôler la réplication virale, maintenant le virus indétectable ou presque dans le plasma (jusqu’à moins de 50 copies d’ARN viral /ml),.
Ils font l'objet de recherches qui pourraient conduire à des médicaments ou à un vaccin contre le VIH.

## Épidémiologie

### Dans le monde

Statistiques annuelles des nouvelles infections et des morts dans le monde entre 1990 et 2017, exprimées en milliers (2000 milliers= 2 millions).

Prévalence des porteurs du VIH dans le monde (2020).

L'épidémie mondiale se stabilise, voire décline en Afrique subsaharienne, grâce à la mobilisation internationale, une meilleure prévention et un meilleur accès aux traitements. Le nombre de personnes recevant une thérapie antirétrovirale a triplé sur la période 2007-2013. Cet accès progresse dans toutes les régions de l'OMS.
Dans le monde, chaque année, il y a environ 1,7 million de cas de nouvelles infections. En 2018, il y avait 37,9 millions de personnes vivant avec le virus de l'immunodéficience humaine, la majorité étant en Afrique sub-saharienne. La même année, 770 000 décès dus au sida ont été recensés.
En 2017, on estime à 1,8 million le nombre d'enfants infectés par le VIH, avec une diminution des nouveaux cas et des décès depuis 2004. Dans les pays à revenu faible ou intermédiaire, 8 femmes enceintes sur 10 ont accès aux antirétroviraux.

### En France
En France, pour l'année 2018, l’Institut de Veille Sanitaire estime à environ 6 200 les nouveaux cas de séropositivité (chiffre stable depuis 2003). Le nombre de personnes vivant avec le VIH est de l'ordre de 150 à 160 000 (estimation de 2013).
Les rapports sexuels représentent la contamination principale chez l'adulte. L'incidence est la plus forte chez les hommes homosexuels. L'incidence est très faible chez les usagers de drogues en intraveineux.
Les rapports hétérosexuels représentent la moitié de ces nouveaux cas et concernent pour moitié des personnes d’Afrique subsaharienne. Entre 2013 et 2018, le nombre de découvertes de séropositivité a diminué chez les hommes hétérosexuels, mais augmenté chez les homosexuels nés à l'étranger et les femmes hétérosexuelles nées à l'étranger.
16 % des personnes infectées ignoraient leur séropositivité, et un quart est pris en charge à un stade tardif de la maladie, ce retard est responsable d'un surcroit de décès. En 2020, il est estimé que 68 % des patients vivant avec le VIH en France ont une charge virale indétectable.
La proportion d’infections à VIH-2 était de 1 % en France, en 2016. Parmi les infections à VIH-1, la proportion de sous-types non-B est de 39% en 2016. En 2018, 5,8 millions de sérologies VIH ont été réalisées en France, soit une augmentation de 11 % par rapport à 2013, tandis que le nombre de sérologies confirmées positives a baissé. Cette baisse signifie surtout que l'augmentation du dépistage a bénéficié moins aux personnes les plus exposées au VIH qu'à celles les moins exposées.

## Traitements
Les antirétroviraux constituent l'arsenal thérapeutique contre le VIH, qui s'étoffe progressivement. Une vingtaine de médicaments antirétroviraux sont disponibles en 2006 et ont pour but d'interférer différents mécanismes : d'une part, les enzymes du VIH nécessaires à sa réplication et, d'autre part, ses mécanismes d'entrée dans la cellule.
Grâce à la trithérapie utilisée depuis 1996, la mortalité due au sida a chuté, de façon significative, partout où ces nouveaux traitements étaient disponibles,,,. C'est ainsi qu'aux États-Unis, l'utilisation à grande échelle de trithérapies a fait passer le nombre de décès chaque année de 49 000 en 1995 à 15 807 en 2016,.
Ces médicaments sont susceptibles d'avoir des effets secondaires passagers ou permanents, ce qui peut conduire à l'arrêt ou surtout à la modification du traitement, sachant que, correctement suivis, ils ont une efficacité relativement importante.
L'intestin joue un rôle essentiel dans l'immunopathogenèse du virus de l'immunodéficience humaine (VIH),,. La diminution des niveaux de zonuline est corrélée à une mortalité accrue chez les patients VIH. Les traitements par maraviroc (antagoniste de récepteur de CCR5) et raltegravir (inhibiteur de l'intégrase) augmentent la zonuline. Ces données combinées suggèrent que la voie de la zonuline dans sa fonction d'immunité innée peut protéger contre l'infection par le VIH.

### Antirétroviraux
La recherche sur le VIH/sida étant très importante, de nombreuses recherches, études et publications voient régulièrement le jour. Mais la durée entre la conception d'une molécule et son autorisation de mise sur le marché oscillant entre sept et douze ans en France, il faut relativiser les effets d'annonces qui, pour certaines, ne déboucheront pas sur une application directement pratique dans la lutte contre le VIH/sida.
Ainsi les seuls médicaments reconnus comme réellement efficaces sont les antirétroviraux ayant reçu leur autorisation de mise sur le marché.
Depuis décembre 2021 en France il est possible sous certaines conditions de remplacer le traitement journalier par une piqûre tous les deux mois combinant deux rétroviraux (cabotégravir et la rilpivirine).
Les antirétroviraux sont classés suivant leur domaine d'action :

#### Inhibiteurs de la transcriptase inverse
Les inhibiteurs de la transcriptase inverse empêchent la synthèse d'ADN proviral (c'est-à-dire qui va permettre la duplication du virus) à partir de l'ARN viral. On trouve dans cette classe :

##### Inhibiteurs nucléosidiques (INTI)
Les INTI ont constitué la première classe d'antirétroviraux mise sur le marché en 1985. Ils comprennent la zidovudine (AZT) (synthétisée en 1964), la didanosine (ddI), la zalcitabine (ddC), la stavudine (d4T), la lamivudine (3TC) (1989 et utilisée à partir de 1995), l'abacavir (ABC) et l'emtricitabine (FTC).
Les mutations du génome à cause de la transcriptase inverse confèrent au VIH une résistance aux INTI, qui peut être croisée entre plusieurs INTI. Ces composés sont tous neutres ou réducteurs, à l'exception de l'AZT qui est un oxydant.

##### Inhibiteurs non nucléosidiques (INNTI)
Les INNTI sont des inhibiteurs puissants et très sélectifs de la transcriptase inverse du VIH. On trouve dans cette classe la névirapine et l'efavirenz. Ils ne sont actifs que sur les VIH-1. Ils sont métabolisés en phénols par oxydation.

##### Analogues nucléotidiques
Les analogues nucléotidiques comme le ténofovir qui a été mis sur le marché en 2002, sont des composés organophosphorés.

#### Inhibiteurs de la protéase
La classe des inhibiteurs de la protéase (IP) est une classe d'antirétroviraux mise sur le marché en 1996. Elle a constitué un tournant majeur dans les stratégies thérapeutiques contre le virus de l'immunodéficience humaine. Ils agissent en inhibant l'action de la protéase virale qui permet le découpage et l'assemblage des protéines virales, processus indispensable à l'obtention de virus infectieux. On obtient alors des virions incapables d'infecter de nouvelles cellules. Les IP sont actifs sur le VIH-1 et le VIH-2, et ne créent pas de résistance croisée avec les INTI ou les INNTI.

#### Inhibiteurs d'intégrase
Ces inhibiteurs bloquent l'action de l'intégrase et empêchent ainsi le génome viral de se lier à celui de la cellule cible.
Les molécules disponibles actuellement sont : le raltégravir, commercialisé sous la marque Isentress, l'elvitégravir et le dolutégravir, commercialisé sous la marque Tivicay.

#### Inhibiteurs de fusion
Les inhibiteurs de fusion-lyse interviennent au début du cycle de réplication du VIH, en bloquant les protéines de surface du VIH ou en perturbant les corécepteurs des cellules ciblées par le VIH.
Plusieurs produits sont à l'étude et, en 2009, seuls l'enfuvirtide et le maraviroc ont reçu une autorisation de mise sur le marché.

### Choix thérapeutique
Depuis le début des années 1990 différentes trithérapies ont vu le jour, pouvant être prescrites en fonction du stade clinique, du taux de lymphocytes T CD4+ et de la charge virale. Ce traitement antirétroviral comprend actuellement trois médicaments, en général deux inhibiteurs nucléosidiques de la transcriptase inverse, associés à un inhibiteur des protéases ou à un inhibiteur non nucléosidique de la transcriptase inverse, ou parfois à un troisième inhibiteur nucléosidique de la transcriptase inverse (trithérapies). Un inhibiteur de fusion y est éventuellement associé.
Lors d'un premier traitement, la quasi-totalité des patients voient leur charge virale plasmatique rendue indétectable dans les six premiers mois. Ce premier traitement doit être le plus simple et le mieux toléré possible. C'est la non observance du traitement qui est la principale cause de l'échec thérapeutique.
Bien que les traitements antirétroviraux soient très efficaces lorsqu'ils sont bien suivis, le VIH est toujours présent dans l'organisme. Seule sa multiplication est ralentie. Si on a un temps pensé que le sang et le sperme des personnes infectées restaient contagieux, l'étude Partner2, présentée à la 22e conférence internationale sur le sida a montré qu'un porteur d'une charge virale indétectable ne transmet pas le virus,.

## Prévention
Même si la recherche est très active et que certains candidats vaccins existent avec pour l'un des résultats encourageants concernant la faisabilité de la mise au point d'un vaccin, il n'en existe pas de vraiment efficace contre ce virus. Le préservatif offre une protection simple et efficace lors des rapports sexuels ; depuis le début des années 2010, l'utilisation prophylactique des agents antirétroviraux Emtricitabine/ténofovir (Truvada) a également prouvé son efficacité contre la transmission lors de rapports sexuels, en particulier chez les populations particulièrement exposées (hommes homosexuels, travailleuses et travailleurs du sexe). Les dons de sang font l'objet d'une sélection des donneurs, de dépistages systématiques et de traitements spécifiques. Aussi, la prévention se fait par l'utilisation de seringues à usage unique en toute occasion, en particulier en cas de toxicomanie par intraveineuse ou de traitement substitutif.
Malgré la large diffusion d'informations sur la maladie et la prévention, certaines personnes ont néanmoins des comportements à risque (voir article prise de risque sida), ce qui nécessite des actions de prévention.

## Traitement post-exposition
Le traitement post-exposition (TPE) est actuellement le seul moyen de stopper le VIH ou, plutôt, de ne pas être contaminé par le virus, à la suite d'une exposition. En effet, à la suite d'une exposition à un risque de contamination (rapport sexuel non protégé par exemple), au plus tard dans les 48 heures suivant cette exposition, si le traitement est pris, le risque d'être contaminé est réduit de 80 %, ce qui en fait un traitement relativement efficace. La communauté scientifique s'accorde à dire que ce n'est pas suffisant pour être sûr de ne pas contracter le virus. De plus, des problèmes d'intolérance à ces médicaments font que ces traitements ne sont pas toujours pris pendant la durée nécessaire (1 mois). Aussi, l'usage du préservatif est toujours conseillé, car c'est le seul moyen de protection efficace s'il est correctement utilisé.

## Nouvelles avancées
- Des chercheurs français (CNRS - Montpellier, INSERM, Institut Pasteur, VRI) ont identifié en 2017 un marqueur spécifique de cellules réservoirs du VIH inactives à savoir la protéine CD32a. L’impossibilité d'éliminer ces virus latents constituait un frein majeur pour obtenir une guérison définitive. Ces copies virales n'étaient en effet pas détectables par le système immunitaire ni accessibles aux traitements antirétroviraux. Cette découverte a été confirmée par le fait que les lymphocytes CD4 infectés et actifs donc producteurs de virus n'expriment pas ce marqueur CD32. Comme le déclare Gaël Petitjean « un grand pas vient d'être fait et nous allons intervenir directement sur des cellules réservoir et à terme les cibler lors d'une thérapie rétrovirale »[134].
- Début juillet 2019, des chercheurs américains sont parvenus à éliminer définitivement le virus chez des souris infectées, une première mondiale, même si la perspective d’une application chez l’humain n’est pas encore en vue. Une prouesse qui repose sur une double approche novatrice : l’utilisation du système d’édition génétique CRISPR d’une part, et le recours à une technique appelée LASER ART, qui permet de libérer les médicaments plus lentement[135],[136],[137],[138].

## Contestations erronées de la responsabilité du VIH dans le sida
Certaines personnes ou groupes remettent en question le lien de causalité entre le VIH et le sida, voire nient l'existence du virus,. Le virologue Peter Duesberg soutient que le sida est causé par la consommation à long terme de drogues ou d'antirétroviraux. Ce point de vue a été repris pendant un temps par le gouvernement d'Afrique du Sud et, plus particulièrement, son président de l'époque, Thabo Mbeki. En réaction à ces controverses, la Déclaration de Durban rappelle que les preuves que le sida est causé par le VIH sont claires, sans ambiguïtés et conformes aux plus hauts standards de la science. Ces contestations constituent, selon le point de vue général, une menace pour la santé publique, en dissuadant la population de se faire tester ou les malades d'être sous des traitements antirétroviraux qui ont fait leurs preuves,.
Ces dissidents affirment que l'approche officielle du sida, qui considère comme acquise sa causalité rétrovirale, a eu pour conséquence des diagnostics erronés, l'apparition d'une terreur psychologique et d'une certaine forme de racisme, l'utilisation de traitements toxiques et le gaspillage de fonds publics,. Ces opinions sont largement rejetées, et sont considérées comme de la pseudo-science par la plupart des membres de la communauté scientifique.

### Référence biologique
- (en) ICTV : Human immunodeficiency virus 1  (consulté le 25 janvier 2021)

### Radio
- [(fr) Avoir 18 ans avec le VIH, France Culture, LSD, la série documentaire (page consultée le 5 juillet 2019)]